# Astronomický ústav Univerzity Karlovy
Astronomický ústav Univerzity Karlovy je součástí Matematicko-fyzikální fakulty Univerzity Karlovy (MFF UK). Byl založen profesorem teoretické fyziky a astronomie na univerzitě Augustem Seydlerem. Ústav měl sídlo původně ve vile v Praze na Letné, pak mnoho let ve Švédské ulici na Smíchově. Nyní je součástí MFF UK a nachází se v areálu univerzitního kampusu v Troji.
V současnosti (rok 2024) je ředitelem doc. RNDr. Ladislav Šubr, Ph.D.

## Zaměření
Studijní obory se zaměřením na astronomie a astrofyzika. Studenti mohou využívat tyto oddělení Astronomického ústavu Akademie věd České republiky.
- Stelární oddělení
  - Skupina fyziky horkých hvězd
  - Skupina provozu a rozvoje 2m dalekohledu
  - Skupina astrofyziky vysokých energií

- Sluneční oddělení
  - Skupina fyziky slunečních erupcí a protuberancí
  - Skupina struktury a dynamiky sluneční atmosféry
  - Skupina heliosféry a kosmického počasí

- Oddělení meziplanetární hmoty
  - Skupina fyziky meteorů
  - Skupina asteroidy

- Oddělení galaxií a planetárních systémů
  - Skupina fyziky galaxií
  - Skupina relativistické astrofyziky
  - Skupina planetárních soustav